# National Climatic Data Center
O National Climatic Data Center (NCDC) dos Estados Unidos, anteriormente conhecido como National Weather Records Center (NWRC), em Asheville, Carolina do Norte, era o maior arquivo ativo de dados meteorológicos do mundo. Começando como uma unidade de tabulação em Nova Orleans, Luisiana, em 1934, os registos climáticos foram transferidos para Asheville em 1951, tornando-se denominado National Weather Records Center (NWRC). Posteriormente, foi renomeado como National Climatic Data Center, com a realocação ocorrendo em 1993. Em 2015, foi fundido com o National Geophysical Data Center (NGDC) e o National Oceanic Data Center (NODC) nos Centros Nacionais de Informação Ambiental (NCEI).

## História
Em 1934, uma unidade de tabulação foi estabelecida em New Orleans, Louisiana, para processar registros meteorológicos anteriores. Registros climáticos e observações do ar superior foram perfurados em cartões em 1936. Esta organização foi transferida para Asheville, Carolina do Norte em 1951, onde o National Weather Records Center (NWRC) foi estabelecido. Estava instalado no edifício Grove Arcade em Asheville, Carolina do Norte. O processamento dos dados climáticos foi realizado nos Centros de Processamento de Registros do Tempo em Chattanooga, Tennessee, Kansas City, Missouri e San Francisco, Califórnia, até 1º de janeiro de 1963, quando foi consolidado com o NWRC. Este nome foi mantido pela agência até 1967. O NCDC foi então instalado no Complexo Federal Veach-Baley, no centro de Asheville, para onde se mudou após a conclusão do edifício em 1995. Em 2015, o NCDC se fundiu com o National Geophysical Data Center e o National Oceanographic Data Center para formar os National Centers for Environmental Information.

## Foco no clima
O Centro forneceu perspectivas históricas sobre o clima que foram vitais para estudos sobre mudanças climáticas globais, o efeito estufa e outras questões ambientais. O Centro armazenou informações essenciais para a indústria, agricultura, ciência, hidrologia, transporte, recreação e engenharia. Esses serviços ainda são fornecidos pelo NCEI.
O NCDC declarou:

Há evidências de que o clima global está mudando. Embora seja geralmente aceito que os humanos estão influenciando negativamente o clima, ainda está em estudo até que ponto os humanos são responsáveis. Independentemente das causas, é essencial que uma linha de base de dados climáticos de longo prazo seja compilada; portanto, os dados globais devem ser adquiridos, com controle de qualidade e arquivados. Trabalhando com instituições internacionais como o Conselho Internacional de Uniões Científicas, os Centros de Dados Mundiais e a Organização Meteorológica Mundial, o NCDC desenvolve padrões pelos quais os dados podem ser trocados e disponibilizados.

O NCDC fornece uma perspectiva histórica do clima. Através do uso de mais de cem anos de observações meteorológicas, bases de dados de referência são geradas. A partir desse conhecimento, a clientela do NCDC pode aprender com o passado para se preparar para um amanhã melhor. O uso inteligente de nosso recurso natural mais valioso, o clima, é o objetivo dos pesquisadores do clima, centros climáticos estaduais e regionais, negócios e comércio.

## Entidades associadas
O NCDC também manteve o World Data Center for Meteorology, Asheville. Os quatro Centros Mundiais (EUA, Rússia, Japão e China) criaram uma situação livre e aberta na qual dados e diálogo são trocados.
O NCDC manteve os conjuntos de dados da Rede de Referência do Clima dos EUA entre um grande número de outros produtos de monitoramento do clima.